# Jakuchū Itō
Jakuchū Itō (jap. 伊藤 若冲 Itō Jakuchū; ur. 1716, zm. 1800), także Shunkyō Itō (jap. 伊藤 春教 Itō Shunkyō), Jokin Itō (jap. 伊藤 汝鈞 Itō Jokin), pseudonim artystyczny (gō) Tobei-an (斗米庵) – japoński malarz.
Był synem hurtownika spożywczego z Nishiki-koji, handlowej dzielnicy Kioto. Po śmierci ojca w 1738 roku jako pierworodny syn przejął rodzinny interes. W tym czasie stał się pobożnym buddystą, uczniem mnicha Taitena (1718–1801), w kręgu którego znajdowali się inni artyści, m.in. Ike no Taiga. Taiten stał później wielbicielem malarstwa Itō i pozostawił w swoich pismach informacje biograficzne na jego temat.
Pobierał naukę u malarza należącego do szkoły Kanō, Shunboku Ōokiego (1674–1757). Dzięki znajomości z Taitenem mógł również studiować dzieła malarstwa chińskiego i japońskiego, znajdujące się w posiadaniu świątyni Shōkoku-ji. W 1755 roku porzucił rodzinny biznes, poświęcając się wyłącznie malarstwu. Około 1758 roku podjął się projektu sporządzenia 30 dużych zwojów pionowych (kakemono) z przedstawieniami ptaków, kwiatów i ryb dla świątyni Shōkoku-ji w Kioto (od 1889 roku znajdują się one w kolekcji cesarskiej). W wyniku pożaru Kioto w 1788 roku stracił majątek i częściowo wzrok, tworzył jednak do końca życia.
Wypracował własny styl, łączący elementy malarstwa chińskiego i japońskiego. Wymieniany jest obok Shōhaku Sogi i Rosetsu Nagasawy jako jeden z ekscentryków okresu Edo. Wiernie przedstawiał elementy natury: ptaki, kwiaty, skorupiaki, czyniąc je głównym tematem swoich obrazów. W ogrodzie przy swoim domu miał podobno hodować różne gatunki ptaków, wykorzystując je następnie do studiów malarskich.

## Galeria

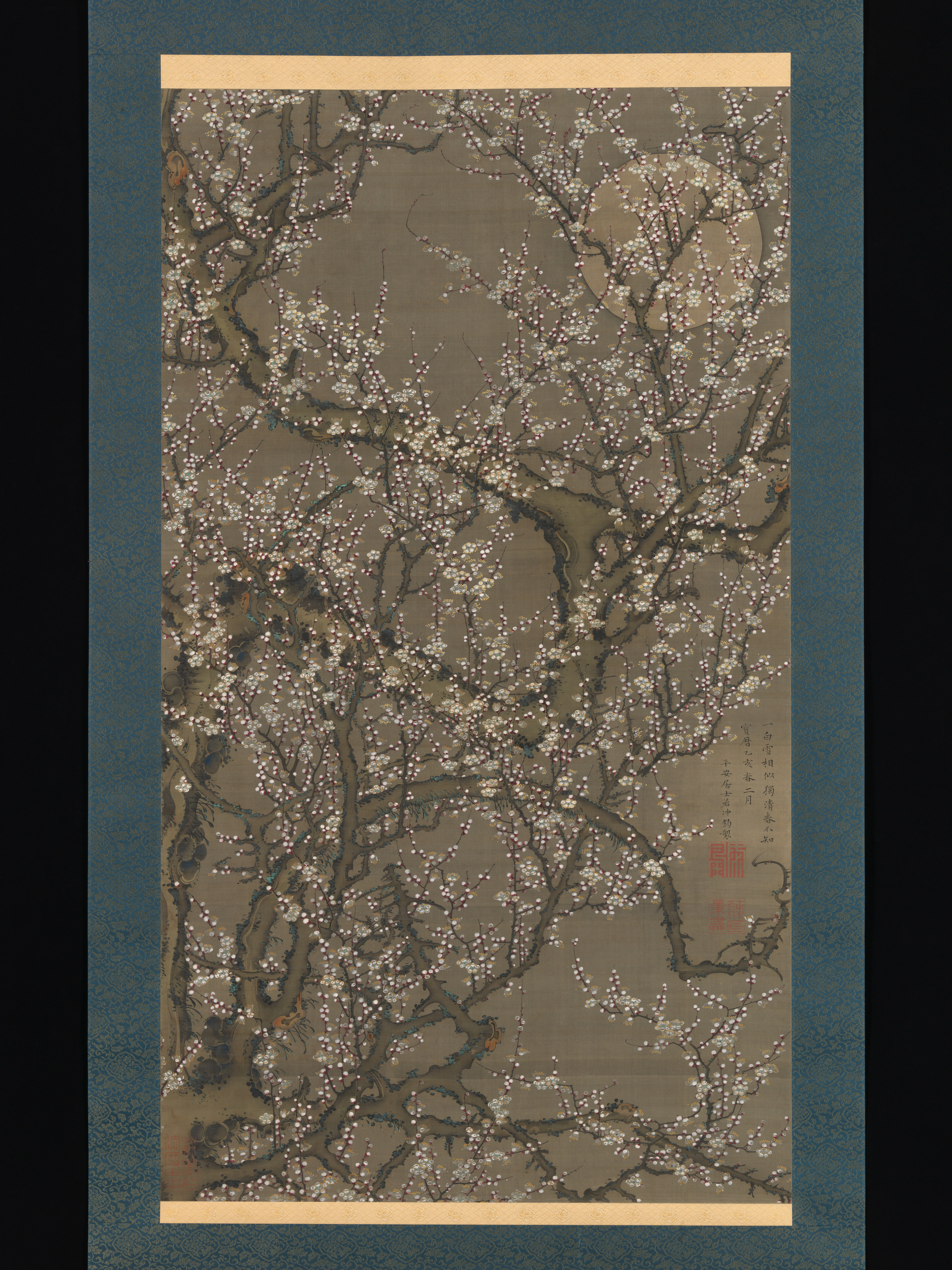
Kwitnąca śliwa i księżyc (1755), tusz i farby wodne na jedwabiu, Metropolitan Museum of Art
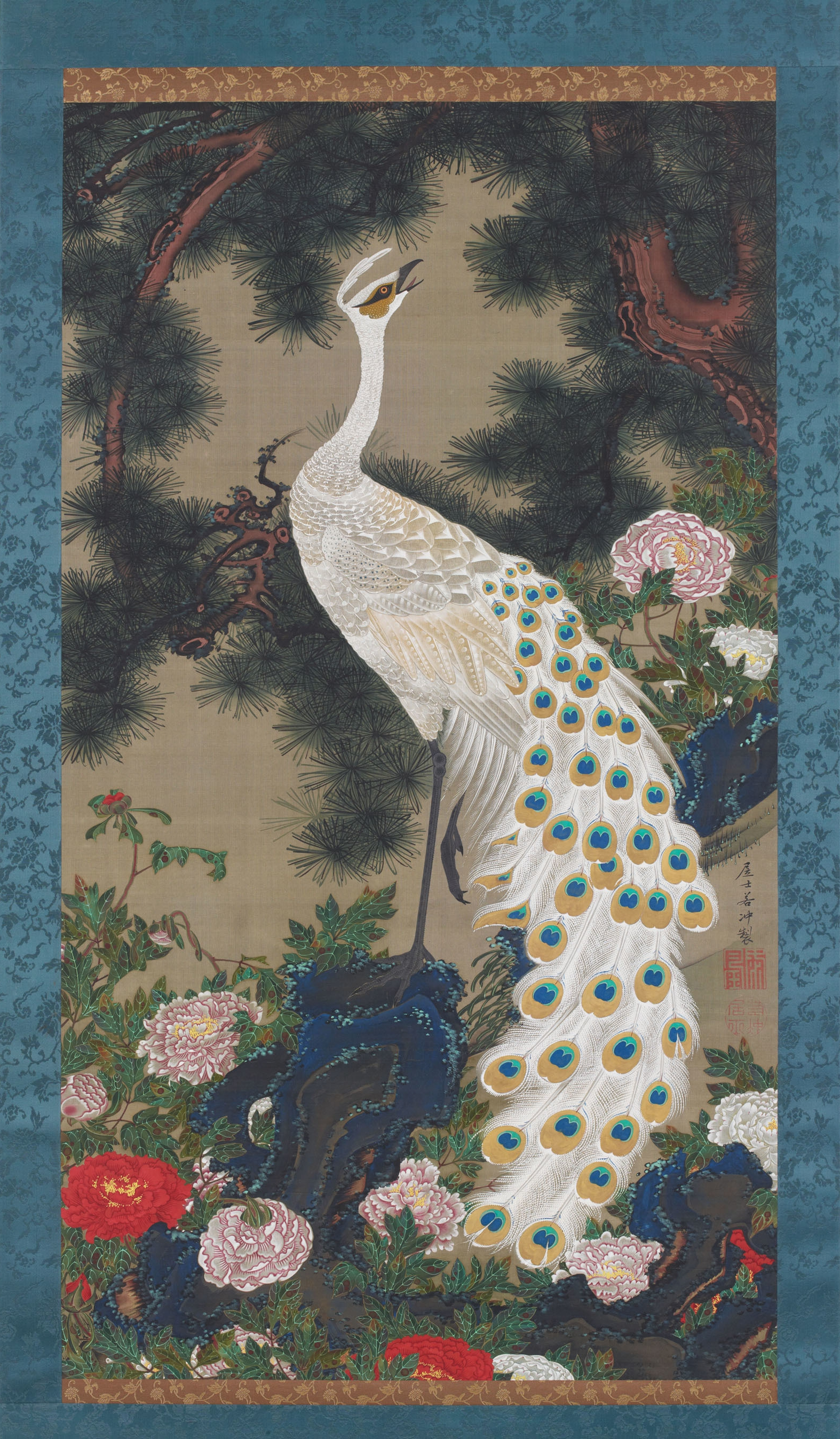
Paw i piwonie, tusz i farby wodne na jedwabiu
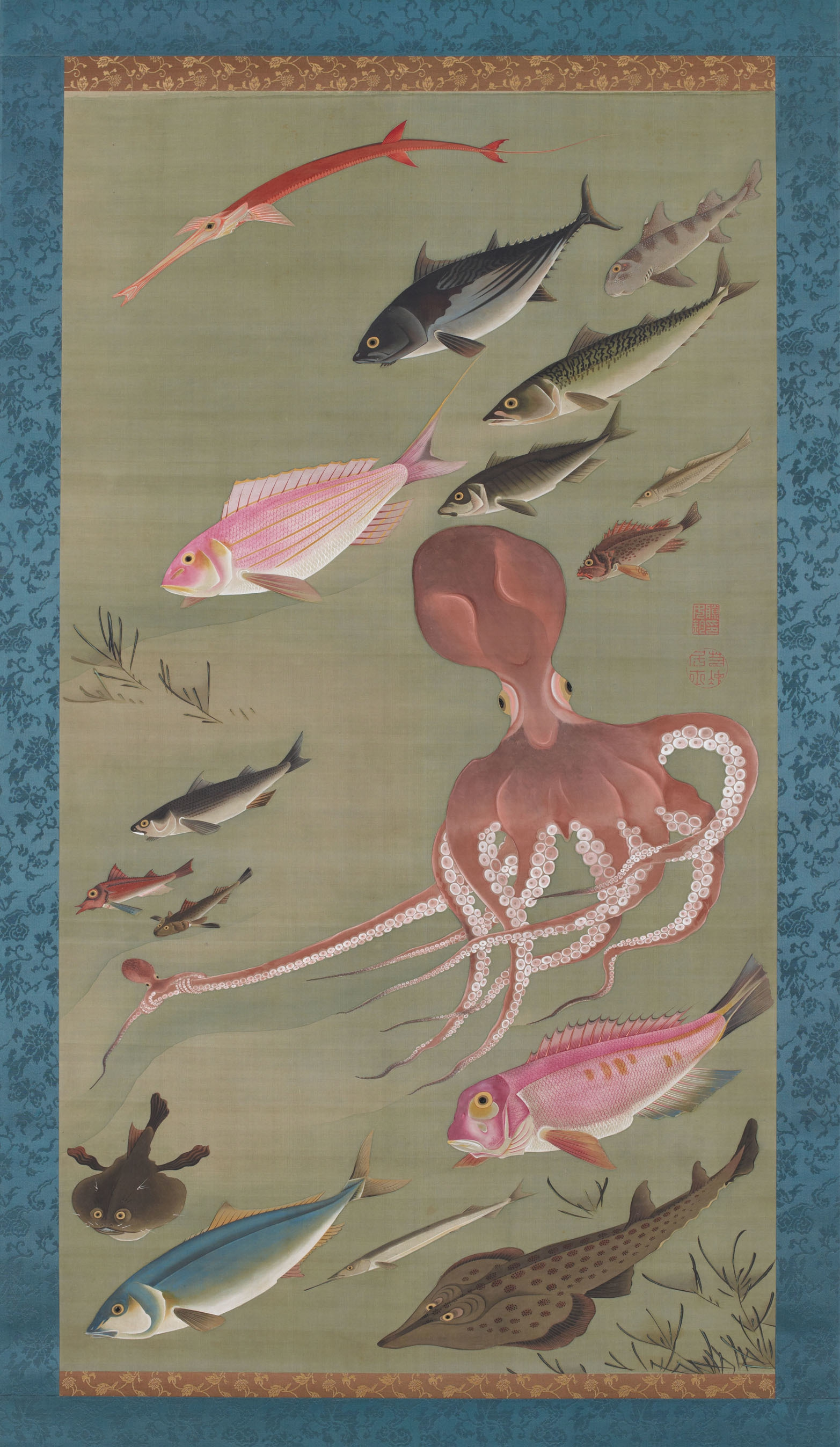
Ryby z cyklu 30 kakemono, zwój pionowy, tusz i farby wodne na jedwabiu
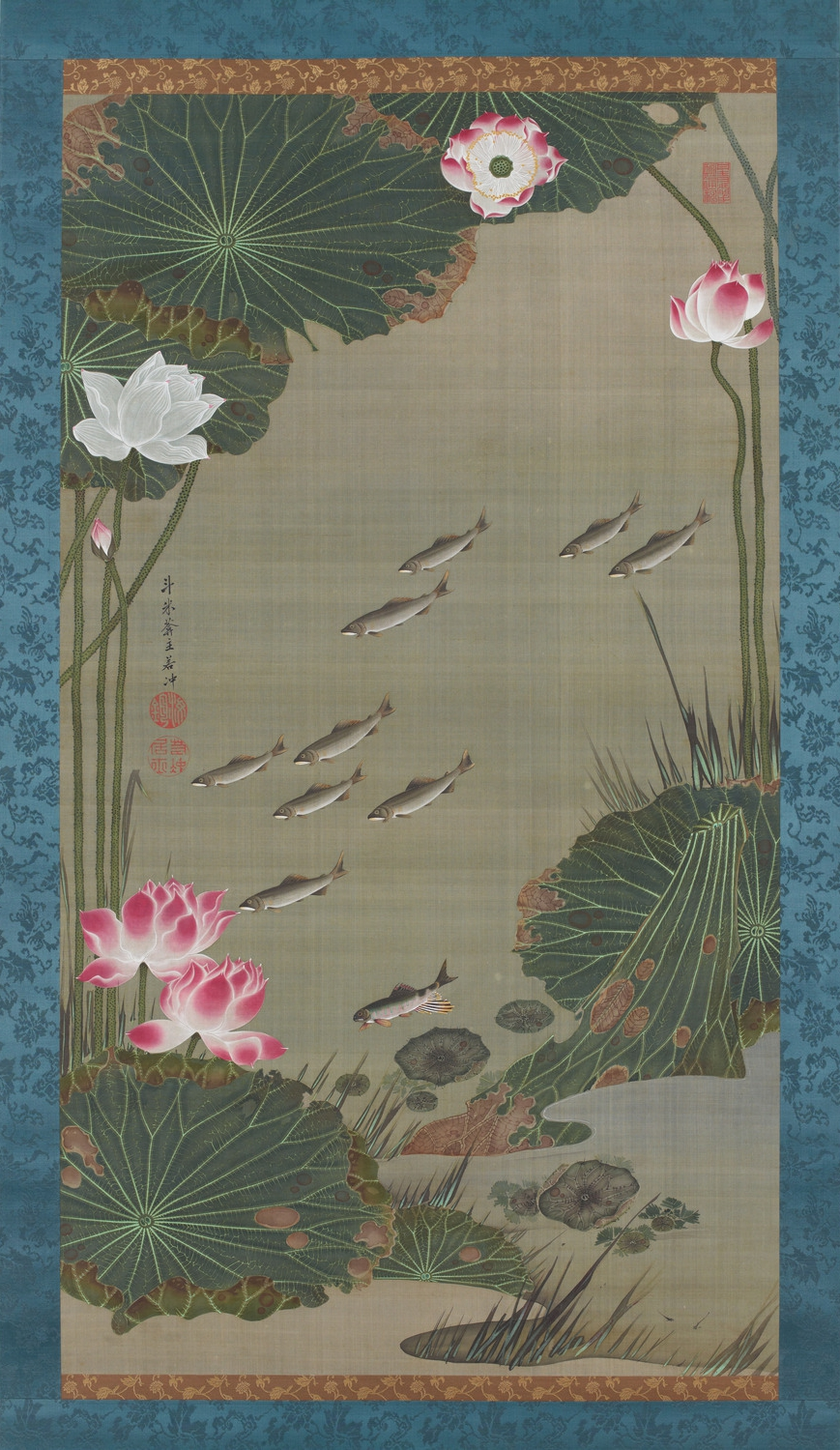
Ryby w lotosowym stawie z cyklu 30 kakemono, zwój pionowy, tusz i farby wodne na jedwabiu